# Haven (televisieserie)
Haven is een Amerikaans-Canadese sciencefictionserie die gebaseerd is op de roman The Colorado Kid van schrijver Stephen King. De serie debuteerde op 9 juli 2010 op zender Syfy.

## Verhaal
FBI-agent Audrey Parker wordt naar de fictieve stad 'Haven' in Maine gestuurd om een moordzaak op te lossen. Daar krijgt ze te maken met de door de plaatselijke bewoners genoemde troubles, allerhande bovennatuurlijke verschijnselen die plaatsvinden in de stad. Gaandeweg ontdekt Parker de geheimen achter de verschijnselen evenals haar eigen betrokkenheid in haar verleden met de stad. Daarbij wordt ze geholpen door plaatselijk politieagent Nathan Wuornos en smokkelaar Duke Crocker.

## Rolverdeling
- Emily Rose als Audrey Parker
- Lucas Bryant als Nathan Wuornos
- Eric Balfour als Duke Crocker
- Nicholas Campbell als Garland Wuornos
- Richard Donat als Vince Teagues
- John Dunsworth als Dave Teagues
- Stephen McHattie als Ed Driscoll
- Adam Copeland als Dwight Hendrickson